# Notholaena jaliscana
Notholaena jaliscana är en kantbräkenväxtart som beskrevs av George Yatskievych, Arbeláez. Notholaena jaliscana ingår i släktet Notholaena och familjen Pteridaceae. Inga underarter finns listade.